# Confédération des jeunes chercheurs
Pour les articles homonymes, voir CJC.
La Confédération des jeunes chercheurs (CJC) est une association loi de 1901 française. Elle a pour but de représenter les chercheurs en début de carrière (doctorants et récents titulaires de doctorat) au niveau national et européen, au travers de sa participation à la fédération européenne Eurodoc. Fondée en 1996, elle s'intéresse à l'organisation du doctorat en France, et plus généralement au système d'enseignement supérieur et de recherche.

## Historique
En décembre 1994, des jeunes chercheurs créent le mouvement HotDocs. Ce collectif s'organise autour d'une liste de discussion et publie en avril 1995 un rapport Formation doctorale : enjeux, bilans, propositions qui établit un état des lieux du doctorat en France et une liste de problèmes touchant les doctorants durant et après leur doctorat.
En décembre 1995 a lieu un mobilisation importante contre une réforme du gouvernement Juppé qui vise à détacher massivement des enseignants du secondaire dans l'Enseignement supérieur. Devant le refus du gouvernement Jospin de revenir sur sa décision de création de 1 000 postes de professeurs agrégés dans l'enseignement supérieur, HotDocs participe à la création le 2 mars 1996 de la Confédération des étudiants chercheurs.
En septembre 2003, celle-ci est renommée Confédération des jeunes chercheurs. En parallèle se forme en juillet 1997 l'association de la Guilde des doctorants,.

## Organisation
Les principaux adhérents de la CJC sont des associations locales. Elles définissent les priorités et font avancer les réflexions de la Confédération.
L'association interagit avec les structures institutionnelles (Gouvernement, CNESER, Parlement) et sociétales (associations, entreprises, syndicats).

## Sujets de travail
La CJC s'intéresse aux conditions de travail des jeunes chercheurs en général.
Elle travaille et a travaillé plus particulièrement sur la situation des jeunes chercheurs étrangers, l'évaluation des chartes du doctorat qui cadrent les conditions de travail, le travail illégal des jeunes chercheurs, la rémunération des jeunes chercheurs, en particulier le contrat doctoral, et la résorption de la précarité des jeunes chercheurs.
En particulier, elle demande l'évolution vers une salarisation de tous les doctorants, une équivalence TP = TD étendue aux non-statutaires (ATER, vacataires, mission d'enseignement en contrat doctoral), l'abrogation du statut d'attaché temporaire vacataire (ATV) pour éviter une précarisation des jeunes chercheurs, elle s'oppose au paiement de frais d'inscription en doctorat, et fait des propositions pour une représentation des jeunes chercheurs dans les conseils académiques.

## Prises de positions et actions

### Travail illégal
La CJC prend position contre le travail illégal sous forme de libéralités (bourses). Lorsque le ministère de l'enseignement supérieur et de la recherche met fin à cette tolérance le 1er janvier 2007, elle demande que les moyens soient mis pour éviter des baisses de rémunération ou des licenciements unilatéraux.

### Salarisation
Elle travaille avec le ministère de l'Enseignement supérieur et de la Recherche à l'apparition du contrat doctoral, qui devient le nouveau contrat de référence pour salarier les doctorants, succédant à l'allocation de recherche. Elle veille à l'évolution de la rémunération des jeunes chercheurs, en particulier l'allocation de recherche en établissant un comparatif avec le SMIC  puis le contrat doctoral pour éviter une baisse de rémunération du contrat doctoral avec et sans mission complémentaire. La CJC demande en particulier la rémunération des jeunes chercheurs par la salarisation de leur totalité, en particulier en sciences humaines et sociales.

### Jeunes chercheurs étrangers
Elle plaide pour un meilleur accueil des jeunes chercheurs étrangers et l'amélioration des formalités administratives qui leur sont imposées ainsi qu'à leurs employeurs, en particulier lors de la circulaire Guéant.

### Poursuite de carrière
Elle s'intéresse à la poursuite de carrière après le doctorat, dans tous les secteurs. Elle remet ainsi en cause l'intérêt de la qualification, qui ajoute une étape pour accéder à un poste d'enseignant-chercheur, et dévalorise ainsi le doctorat, tout en ne demandant pas la suppression de toute procédure nationale. Elle travaille aussi pour une meilleure reconnaissance du doctorat dans le tissu socio-économique, privé comme public hors académique, et proposera dans ce cadre une fiche RNCP pour le doctorat qui sera suivie de l'entrée du doctorat au RNCP en 2018.

### Bonnes pratiques
Elle promeut enfin les bonnes pratiques dans la recherche afin d'améliorer la qualité du doctorat. Elle appelle à une meilleure intégrité de la recherche et demande les moyens pour y parvenir.
La CJC a produit avec l'Association nationale des docteurs et avec le soutien du Ministère de l'Enseignement supérieur et de la Recherche un Guide du doctorat; il était déjà diffusé en partie depuis janvier 2013 sous la forme de fiches «Le Doctorat à la Loupe».